# Parlatoria camelliae
Parlatoria camelliae är en insektsart som beskrevs av Comstock 1883. Parlatoria camelliae ingår i släktet Parlatoria och familjen pansarsköldlöss. Inga underarter finns listade i Catalogue of Life.